# Filipe Folque
Filipe de Sousa Folque (Portalegre, 28 de novembro de 1800 – Lisboa, 27 de dezembro de 1874) foi um aristocrata, político, militar e matemático português.

## Biografia
Filipe Folque era filho do tenente-general Pedro Folque (1744-1848) e de Maria Micaela de Sousa Folque. Assentou praça na Armada como voluntário a 4 de janeiro de 1820, sendo promovido a segundo-tenente, a 13 de maio desse mesmo ano.
Doutorou-se na Universidade de Coimbra em Matemáticas, no ano de 1826. No mesmo ano foi nomeado ajudante do Diretor de Obras do Mondego e a 6 de fevereiro de 1827, ajudante do Observatório Astronómico da Universidade de Coimbra. Em 1833 transitou para o Exército, como tenente, onde viria a alcançar o posto de General de Divisão da arma de Engenharia em 1872.
Em 1836, apesar de já estar no Exército, regressa à Marinha para lecionar e ocupar o lugar de lente na Academia de Marinha, onde cria o curso de engenheiro hidrógrafo. Este curso é de especial relevância para o desenvolvimento dos conhecimentos de astronomia, geodesia, topografia, hidrografia, cartografia entre os Oficiais de Marinha, de tal forma que muitos dos vultos nesta áreas praticamente nos 100 anos seguintes são oriundos da Armada (António Baldaque da Silva, Hermenegildo Capelo, Roberto Ivens ou Gago Coutinho). Em 1840, é nomeado lente de astronomia e geodesia da Escola Politécnica de Lisboa.
Em 1840, candidatou-se a Deputado pelo círculo de Portalegre.
Juntamente com o pai, entre 1830 e 1843, recebe a incumbência de realizar a carta topográfica de Portugal, à escala de 1:100.000.
Entre 1844 e 1870, exerceu as funções de Diretor-Geral dos Trabalhos Geodésicos e Cartográficos do Reino onde, em 1851, cria um departamento hidrográfico.
Encontra-se colaboração da sua autoria na Revista Universal Lisbonense (1841-1859) e na Revista do Conservatório Real de Lisboa  (1842).
A Rainha D. Maria II quis, por forma de agradecimento a todo o serviço prestado ao Reino e à Família Real, atribuir-lhe um título nobiliárquico — o que Filipe Folque recusou sempre. Depois de muita insistência aceitou mas que fosse atribuído (já por D. Luís I) um título, mas a seu genro, D. Luiz Caetano de Castro e Almeida Pimentel de Sequeira e Abreu, que ficou então Conde de Nova Goa, por vontade do seu sogro.
Faleceu aos 74 anos na Lapa (Lisboa). Os seus restos mortais estão depositados no Cemitério dos Prazeres, no jazigo de seu pai.

## Carreira académica
Em 10 de novembro de 1834 foi admitido na Academia Real das Ciências de Lisboa, depois de, em 11 de julho de 1834, ao ter iniciado a ensinar da Universidade de Coimbra.
A 1 de fevereiro de 1836 ocupada a posição de Lente da Academia Real de Marinha, e quatro anos mais tarde iria ocupar posição idêntica na Escola Politécnica de Lisboa (Astronomia e Geodesia).
Dado o seu interesse em astronomia, tentou entrar para o Observatório Real da Marinha em na década de 1820, mas foi preterido; juntar-se-ia à equipa quase 30 anos mais tarde, quando já estava envolvido na criação do Observatório Astronómico de Lisboa, na Escola Politécnica.
Paralelamente foi professor de Matemática das filhas de D. Maria II, Maria, Antónia de Bragança, Maria Ana de Bragança, Princesa da Saxónia e Maria da Glória.

## Condecorações
- Fidalgo Cavaleiro da Casa Real (alvará de 1850)

## Obras publicadas
- História dos Trabalhos Geodésicos em Portugal (1841)
- Memória Sobre os Trabalhos Geodésicos Executados em Portugal (1844-1850)
- Tábuas para o Cálculo das Distâncias à Meridiana (1855)
- Tábua para Determinar a Influência do Erro dos Ângulos sobre o Cálculo dos Lados do Triângulo
- Tábua para o Cálculo Trigonométrico das Cotas de Nível, Elementos de Astronomia
- Atlas da Carta Topográfica de Lisboa – 1856-1858, (ISBN 972-8517-16-5) da reedição de 2000 pela Câmara Municipal de Lisboa.